# Palestine (Illinois)
Palestine è una città incorporata della contea di Crawford, Illinois, Stati Uniti. La popolazione era di 1.369 abitanti al censimento del 2010, un aumento dello 0,2 percento rispetto ai 1.366 abitanti nel 2000.

## Geografia fisica
Secondo lo United States Census Bureau, ha un'area totale di 0,79 mi² (2,05 km²).

## Storia
Si dice che l'esploratore francese Jean Lamotte guardò per la prima volta questa regione nel 1678. Gli diede il nome di Palestine, poiché gli ricordava la Palestina (Palestine), la terra biblica del latte e del miele.
Palestine fu fondata nel 1811, mentre l'area apparteneva ancora alla Virginia, ed è una delle più antiche città dello Stato dell'Illinois. Fu nominato capoluogo della contea di Crawford nel 1818. Le elezioni del 1843 trasferirono il capoluogo della contea in un nuovo sito, che sarebbe diventato la città di Robinson. Fu ufficialmente incorporata come città dell'Illinois nel 1855.
Palestine, Texas, prende il nome dalla città da Daniel Parker.

## Società

### Evoluzione demografica
Secondo il censimento del 2010, la popolazione era di 1.369 abitanti.

### Etnie e minoranze straniere
Secondo il censimento del 2010, la composizione etnica della città era formata dal 98,0% di bianchi, lo 0,6% di afroamericani, lo 0,1% di nativi americani, lo 0,4% di asiatici, lo 0,0% di oceanici, lo 0,1% di altre razze, e lo 0,7% di due o più etnie. Ispanici o latinos di qualunque razza erano lo 0,7% della popolazione.